# Casimcea (gmina)
Casimcea – gmina w Rumunii, w okręgu Tulcza. Obejmuje miejscowości Casimcea, Cișmeaua Nouă, Corugea, Haidar, Rahman, Războieni i Stânca. W 2011 roku liczyła 2976 mieszkańców. 